# Поливальная машина (мультфильм)
«Поливальная машина» — российский короткометражный рисованный мультфильм 1993 года. По стихотворению Андрея Усачёва.
Второй из трёх сюжетов мультипликационного альманаха «Весёлая карусель» № 26.
В мультфильме звучит композиция «Hlavolam» в исполнении Танцевального оркестра чехословацкого радио, саксофониста Феликса Словачека и пианиста Владимира Клусака.

## Сюжет
Про сбежавшую поливальную машину.
Отрывок из стихотворения:
Поливальная машина

Хорошо себя вела:

Поливала, подметала,

Сорок улиц убрала…

Город чист. Асфальт блестит.

Постовой в асфальт глядит.

И, любуясь отраженьем,

— Очень славно! — говорит.

В общем, было все прекрасно.

Но в обед зашел шофер

В магазин за булкой с маслом…

И не выключил мотор.

А машина — вот дела! -

Только этого ждала

И, оставшись без присмотра,

Потихоньку удрала.
Автор: Андрей Усачёв

## Съёмочная группа
| автор сценария, кинорежиссёр и художник-постановщик | Николай Титов                                          |
| мультипликаторы                                     | Геннадий Сокольский, Дмитрий Куликов, Андрей Игнатенко |